# Chambre syndicale de la photographie
La Chambre syndicale de la photographie, est un syndicat professionnel français fondé en 1862.

## Historique

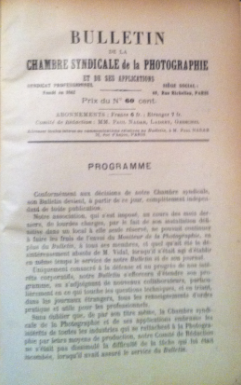
Bulletin de la Chambre syndicale de la photographie et de ses applications, octobre 1901.

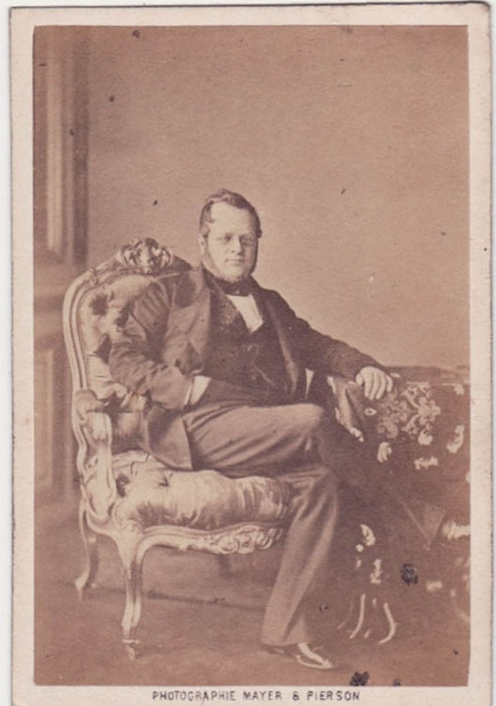
Léopold-Ernest Mayer et Pierre-Louis Pierson, Portrait du comte de Cavour (1856).

L’essor de la photographie, en France comme en Europe incite les photographes professionnels à se réunir afin de protéger les intérêts de la profession. En effet, la chambre syndicale de la photographie fut créée en 1862 avec des objectifs bien précis. La Chambre veut élever la photographie au rang d’art afin d’obtenir du législateur la protection du droit des auteurs, protégeant ainsi le photographe et son œuvre. Le cliché doit rester la propriété de son auteur et la reproduction doit être réglementée. Dès le milieu des années 1850, des juges ont été confrontés à devoir trancher sur les statuts de telles ou telles photographies ou sur la part de créativité qui revient aux photographes. La Chambre syndicale de la photographie par ses objectifs est à l’époque au cœur de l’actualité, témoin de l’évolution sur le droit d’auteur ainsi que les lois régissant les images. 
Un exemple des plus connus concernant le droit d’auteur et la contrefaçon est l’affaire Mayer et Pierson. Pierre-Louis Pierson et les frères Mayer ont ouvert un atelier de portraits dès 1855, boulevard des Capucines à Paris. Léopold-Ernest Mayer et Pierre-Louis Pierson réalisent le portrait du comte de Cavour en 1856. Quelques années plus tard, en 1861, des concurrents directs de Mayer et Pierson, qui se nomment Betbeder, Thièbault et Schwabbé exploitent une reproduction retouchée du portrait du comte de Cavour. Pour défendre ses clients, l’avocat de la partie Mayer et Pierson met en avant leur statut d’artiste photographe. La partie adverse mise sur « la pétition des 26, une protestation émanent de personnalités du monde de l’art, dont Ingres, contre toute assimilation de la photographie à l’art ». Le jugement rendu par la chambre des appels de Paris, le 10 avril 1862, est favorable à l’égard du demandeur Mayer et Pierson affirmant que « les dessins photographiques » peuvent « être le produit de la pensée, de l’esprit, du goût et de l’intelligence de l’opérateur ».

### Extrait des statuts de l'association (1905)
« La Chambre Syndicale Française de la Photographie et de ses applications a pour but : 
1. De contribuer au développement et au progrès de l’Industrie, du Commerce et des Arts de la Photographie en France, par tous les moyens susceptibles d’aider au perfectionnement de sa production ;
2. De représenter la Corporation dans ses rapports avec les pouvoirs publics et les diverses administrations ;
3. De prêter son concours aux tribunaux, comme arbitres rapporteurs, et aux personnes qui en feraient la demande comme amiable compositeur ;
4. De réunir les usages épars dans les différents ateliers, afin d’établir une jurisprudence destinée à régir l’Industrie Photographique ;
5. De faciliter l’entente entre les patrons et les employés et ouvriers ;
6. De concourir au placement gratuit du personnel ;
7. D’encourager et de provoquer tout mouvement susceptible de rehausser le niveau artistique de la photographie par des expositions, des concours, des cours, des conférences, en attendant la création d’une École professionnelle.

La Chambre Syndicale se compose de membres actifs, de membres adhérents, de membres correspondants et de membres honoraires, qui, tous, ont le droit d’assister aux séances.
La prospérité de l’Association a pris un développement considérable pendant les cinq dernières années, notamment en 1904. 
Elle compte aujourd’hui 369 membres, parmi lesquels les propriétaires des maisons les plus importantes et les mieux réputées de l’Industrie Photographique Française.
Elle possède une bibliothèque et un laboratoire d’expériences et d’essais, qui sont à la disposition de tous ses membres et des autres confrères des autres pays qui visitent la France. »

### Les acteurs de la Chambre syndicale de la photographie
La Chambre syndicale de la photographie rassemble photographes, fournisseurs de produits chimiques et vendeurs d’appareils. Par la suite, la Chambre obtient le soutien des milieux artistiques, notamment d’artistes contemporains tels Bouguereau, Puvis de Chavannes, Hébert ou Falguière. De grands noms de la photographie commerciale vont rejoindre la chambre syndicale : Michel Berthaud qui fut président en 1876, Jean Nicolas Truchelut qui fut président en 1880, Paul Nadar, Georges Giraudon, Jacques-Ernest Bulloz y adhère grâce au parrainage de son oncle Gaston Braun, le fils d’Adolphe Braun, et de Léon Vidal. La Chambre syndicale de la photographie changea de dénomination à plusieurs reprises. Elle sera notamment rebaptisée en 1890 en Syndicat général de la photographie. 
Paul Nadar, une fois à la Chambre syndicale de la photographie sera fort actif en son sein et ce, jusqu’à sa disparition. Il deviendra l’un des rédacteurs de la revue éditée par la Chambre : le Bulletin de la chambre syndicale de la photographie et de ses applications, aux côtés d’Henry Ladrey et Gerschel. Au départ, simple supplément du Moniteur de la photographie, le détachement du Bulletin de la chambre syndicale de la photographie et de ses applications démontre l’importance croissante de la Chambre. Ce bulletin diffuse ainsi au grand public les avancées acquises concernant le droit d’auteur et les dernières jurisprudences. La deuxième ambition de la Chambre syndicale de la photographie fut de créer des écoles professionnelles de qualité, la photographie n’étant nullement enseignée. Tout cela rejoint la volonté de « reconnaissance » de la photographie.

### La lutte contre la monopolisation du marché: l'égalité d'accès dans les musées
La Chambre syndicale de la photographie prend à cœur également l’égalité d’accès aux photographes dans les musées. Au cours du XIXe siècle, nombre de photographes arpentent les couloirs du musée du Louvre afin de photographier les œuvres d’art qui s’y trouvent. La réglementation dans les années 1850 du musée du Louvre demeurent assez floue, l’accès se faisant sur simple autorisation. L’envahissement progressif des photographes, avec leur matériel encombrant, et le risque de détérioration des salles et pour les œuvres engendrent le mécontentement de l’administration. Tant et si bien que le comte de Nieuwerkerke, surintendant des Beaux-Arts, interdit toute opération photographique dans l’enceinte du musée par l’arrêté du 27 juillet 1866. Ce qui n’empêche pas malgré l’interdiction, l’accès à certains photographes. Cette interdiction fut levée en 1872 et les demandes de photographier réglementées, comme les jours de travail et horaires imposés, l’utilisation du seul collodion sec, et la remise aux archives du musée de deux épreuves de chaque œuvre photographiée. Cependant, le ministère de l’Instruction publique et des Beaux-Arts, dans une volonté d’éviter toute confusion préféra s’en remettre à une seule maison pour la réalisation et l’édition des reproductions photographiques d’œuvres d’art. Le 3 décembre 1883, Gaston Braun obtint une concession au Louvre et le titre de photographe officiel du musée du Louvre et des musées nationaux (le musée du Luxembourg, de Saint-Germain-en-Laye, de Versailles, de Cluny et le musée Condé de Chantilly de 1898 à 1903] ; entrée en vigueur en 1885 pour une durée de 30 ans. La maison Braun & Cie avait également à disposition dans l’enceinte du musée du Louvre un atelier ainsi qu’une salle de vente. Ce contrat, il va s’en dire assura dès lors la pérennité de l’entreprise, ainsi que le mécontentement des concurrents. La chambre syndicale de la photographie œuvre pour obtenir de meilleures conditions d’accès aux musées qui devient de plus en plus difficile que ce soit en province ou à la capitale. Concernant cette affaire, l’investissement d’Adolphe Giraudon fut fort et n’a de cesse d’obtenir la mise en place d’une réglementation garantissant aux photographes la liberté de photographier ce que bon lui semble.

### Le syndicat auxXXeetXXIesiècles
En 1946 est créé le Groupement national de la photographie professionnelle (GNPP), regroupant les syndicats régionaux développés à la suite de la Chambre syndicale de la photographie.
En 2017, le GNPP Île-de-France, en désaccord avec les politiques économiques et de défense de la profession, quitte le GNPP et redevient la CSPP.
En mai 2018, la CSPP devient une entité destinée à défendre la partie travail, communication et commerce des photographes. Son siège est situé au 23-25, rue Jean-Jacques Rousseau à  Paris.

#### Ouvrages généraux
- Laure Boyer, La photographie de reproduction d’œuvres d’art au XIXe siècle en France, 1839-1919, thèse de doctorat, Institut d’histoire de l’art, université Marc Bloch, Strasbourg, 2004.
- Daniel Girardin et Christian Pirker, Controverses : une histoire juridique et éthique de la photographie, Arles : Actes sud ; Lausanne : Musée de l'Élysée, 2008.

#### Articles et revues
- Monique Le Pelley Fonteny, « La chambre syndicale de la photographie », in : Adolphe et Georges Giraudon : une bibliothèque photographique, Paris : Somogy, 2005.
- Pierre-Lin Renié, « Braun versus Goupil et quelques autres histoires, la photographie au musée du Louvre au XIXe siècle », État des lieux, no 2, Bordeaux : musée Goupil, 1999.